# Daniel Noboa
Daniel Roy-Gilchrist Noboa Azín (ur. 30 listopada 1987 w Miami) – ekwadorski przedsiębiorca i polityk, prezydent Ekwadoru od 23 listopada 2023.

## Życiorys

### Pochodzenie
Zgodnie z informacjami zawartymi w większości źródeł urodził się w Guayaquil. Dopiero we wrześniu 2023, zatem już w trakcie wspominanej poniżej kampanii prezydenckiej jego sztab ujawnił, że miejscem narodzin Daniela Noboy było w istocie Miami.
Pochodzi z zamożnej rodziny o znacznych wpływach politycznych, jednej z najbogatszych w całej Ameryce Łacińskiej. Jest najstarszym dzieckiem wielokrotnego kandydata w wyborach prezydenckich Álvaro Noboy oraz lekarki i deputowanej Annabelli Azin. Jego dziadek od strony ojca, Luis Noboa Naranjo swój pokaźny majątek zdobył dzięki działalności w sektorze rolnym. Zaangażowany był zwłaszcza w eksport bananów. Uznaje się go z reguły za jednego z najważniejszych dwudziestowiecznych przedsiębiorców ekwadorskich.

### Wykształcenie i aktywność  zawodowa
Jako przedstawiciel tradycyjnej elity ekwadorskiej Daniel Noboa odebrał wykształcenie na prestiżowych uczelniach amerykańskich, Uniwersytecie Harvarda oraz Uniwersytecie Nowojorskim. Bardzo wcześnie, bo już jako osiemnastolatek zajął się działalnością gospodarczą. Założone przezeń wówczas przedsiębiorstwo, DNA Entertainment Group początkowo podejmowało się organizacji koncertów oraz innych wydarzeń kulturalnych w samym Ekwadorze. Wkrótce niemniej poszerzyło zakres swojej aktywności, pojawiając się w Panamie oraz Hiszpanii. Szybko też przekształciło się w spółkę związaną z produkcją piwa, hotelarstwem oraz importem wina. Od 2010 pracował dla jednego z przedsiębiorstw należących do ojca. Do czerwca 2018 pełnił funkcję dyrektora ds. sprzedaży w rodzinnej Corporación Noboa. Podobnie jak inni członkowie rodziny kojarzony jest nade wszystko z produkcją oraz eksportem bananów.

### Działalność polityczna
W życie polityczne zaangażował się w 2021, dostając się do parlamentu z ramienia ruchu Ecuatoriano Unido. Przewodniczył parlamentarnej komisji ds. rozwoju gospodarczego. Stał także na czele międzyparlamentarnej grupy ds. kontaktów rosyjsko-ekwadorskich. Kontrowersje wzbudziła sfinansowana przezeń osobiście podróż siedmiu parlamentarzystów do Rosji z września 2022. Jednym z jej celów miało być ułatwienie sprzedaży bananów na rynek rosyjski, dotkniętym sankcjami międzynarodowymi w wyniku zbrojnej inwazji na Ukrainę z lutego 2022.
Wystartował w przedterminowych wyborach prezydenckich z 2023. Poparcia udzieliła mu Acción Democrática Nacional (ADN). W pierwszej ich turze z sierpnia 2023 zdobył 24% głosów, zajmując tym samym drugie miejsce. Jego wynik został uznany przez komentatorów za zaskoczenie. Wcześniejsze sondaże nie dawały mu większych szans, zazwyczaj umieszczając Noboę na szóstym miejscu pośród wszystkich kandydatów. Sukces, jaki udało mu się odnieść wyjaśnia się częściowo tym, iż zdołał przedstawić swoją kandydaturę jako przedsięwzięcie człowieka z zewnątrz, nie mającego związku z głównymi aktorami ekwadorskiego systemu politycznego.
W drugiej turze wyborów prezydenckich, które odbyły się 15 października 2023 roku zdobył 52.29% głosów, pokonując Luisę González z Rewolucji Obywatelskiej (hiszp. Movimiento Revolución Ciudadana). 
Urząd prezydenta Ekwadoru oficjalnie objął 23 listopada 2023, stając się najmłodszym prezydentem w historii kraju.

### Życie prywatne
Dwukrotnie żonaty, od 2021 jego małżonką jest Lavinia Valbonesi, modelka i celebrytka skupiająca się w swej aktywności na promowaniu zdrowego trybu życia.